# Jonél Kalinczuk
Jonél Kalinczuk, Rytíř von Chominski (německy Jonél Kalinczuk Ritter von Chominski, rumunsky Ionel Calinciuc; 8. října 1856, Boroutz, Bukovina – 2. listopadu 1934 Vídeň) byl rakouský lékař, básník a spisovatel.

## Život
Otec Jonéla Kalinczuka byl knězem Ukrajinské řeckokatolické církve a profesorem pastorální teologie. Jonél navštěvoval obecnou školu v rodné obci a pokračoval ve studiu na Císařsko-královském vyšším gymnáziu v Černovicích, které v roce 1875 zakončil maturitou. Po studiu teologie na Černovické univerzitě (tehdy Franz-Josephs-Universität) se v roce 1878 přesunul do Vídně, kde pokračoval ve studiu filosofie a medicíny. Promoval 24. března 1888. V roce 1889 se jako lázeňský lékař usadil v Mariánských Lázních.
Koncem roku 1928 převzal úřad generálního konzula nově vzniklého Velkého Rumunska. Po smrti své manželky v roce 1934 odešel do Vídně, kde 2. listopadu téhož roku zemřel.
Jonél Kalinczuk byl členem Rumunské akademie věd a akademických spolků Alemannia v Černovicích, Saxonia ve Vídni (1878) a Teutonia ve Štýrském Hradci (1883).
Kalinczuk je považován za jednoho z nejnadanějších básníků Bukoviny, jehož tvorba je koncepčně a tematicky blízká Nikolausi Lenau. V jeho díle je patrný i vliv básníka Mihaie Eminesca. Podle německého spisovatele Alfreda Kittnera byl Kalinczuk „rumunským Chamissem“.

## Dílo
- Die Glocken von Boruti, básně, Vídeň 1908.
- Clopotele din Boruti, 1927 (Die Glocken von Boruti, překlad do rumunštiny)
- Traumland, Vídeň: Krystall-Verlag 1933, 2. vyd. 1934.